# Світличний Олександр Григорович
Олекса́ндр Григо́рович Світли́чний (1982—2014) — майор (посмертно) ОК «Південь» Збройних сил України, учасник російсько-української війни.

## Життєпис
Народився 1982 року в селі Заїківка (Білокуракинський район, Луганська область).
Тривалий час служив у Лощинівському радіотехнічному батальйоні повітряних сил, потім переведений в Арциз командиром роти. Закінчив Харківський військовий університет, спеціальність — комп'ютеризовані системи, автоматика та управління. А за рік до загибелі служив на посаді офіцера відділу застосування управління радіотехнічних військ центру управління авіації і ППО оперативного командування «Південь» у Дніпропетровську.
У мирний час проживав у Одеській області, місто Ізмаїл. На фронт пішов добровольцем. При виході з Іловайського котла в УАЗ, в якому їхав Олександр, влучив снаряд. Тоді ж загинули полковник Борис Кифоренко і майор Андрій Гладков.
Вдома лишилися дружина, донька 2009 р.н. та син 2014 р.н. Похований в Ізмаїлі 8 вересня 2014-го.

## Нагороди і вшанування
- 31 жовтня 2014 року за особисту мужність і героїзм, виявлені у захисті державного суверенітету та територіальної цілісності України, вірність військовій присязі під час російсько-української війни, відзначений — нагороджений орденом Богдана Хмельницького III ступеня (посмертно).
- Його портрет розміщений на меморіалі «Стіна пам'яті полеглих за Україну» в Києві: секція 4, ряд 3, місце 4
- Вшановується 29 серпня на щоденному ранковому церемоніалі вшанування українських захисників, які загинули цього дня в різні роки внаслідок російської збройної агресії[1]
- Іловайський Хрест (посмертно)